# Ozark (Missouri)
Ozark – miasto w Stanach Zjednoczonych, w stanie Missouri, siedziba administracyjna hrabstwa Christian.